# 京港高速动车组列车
京港高速动车组列车是中国铁路运行于首都北京市北京西站至香港特别行政区香港西九龙站的高速动车组列车，由中国铁路廣州局集團廣九客運段京廣動一車隊擔當客運乘務。

## 历史

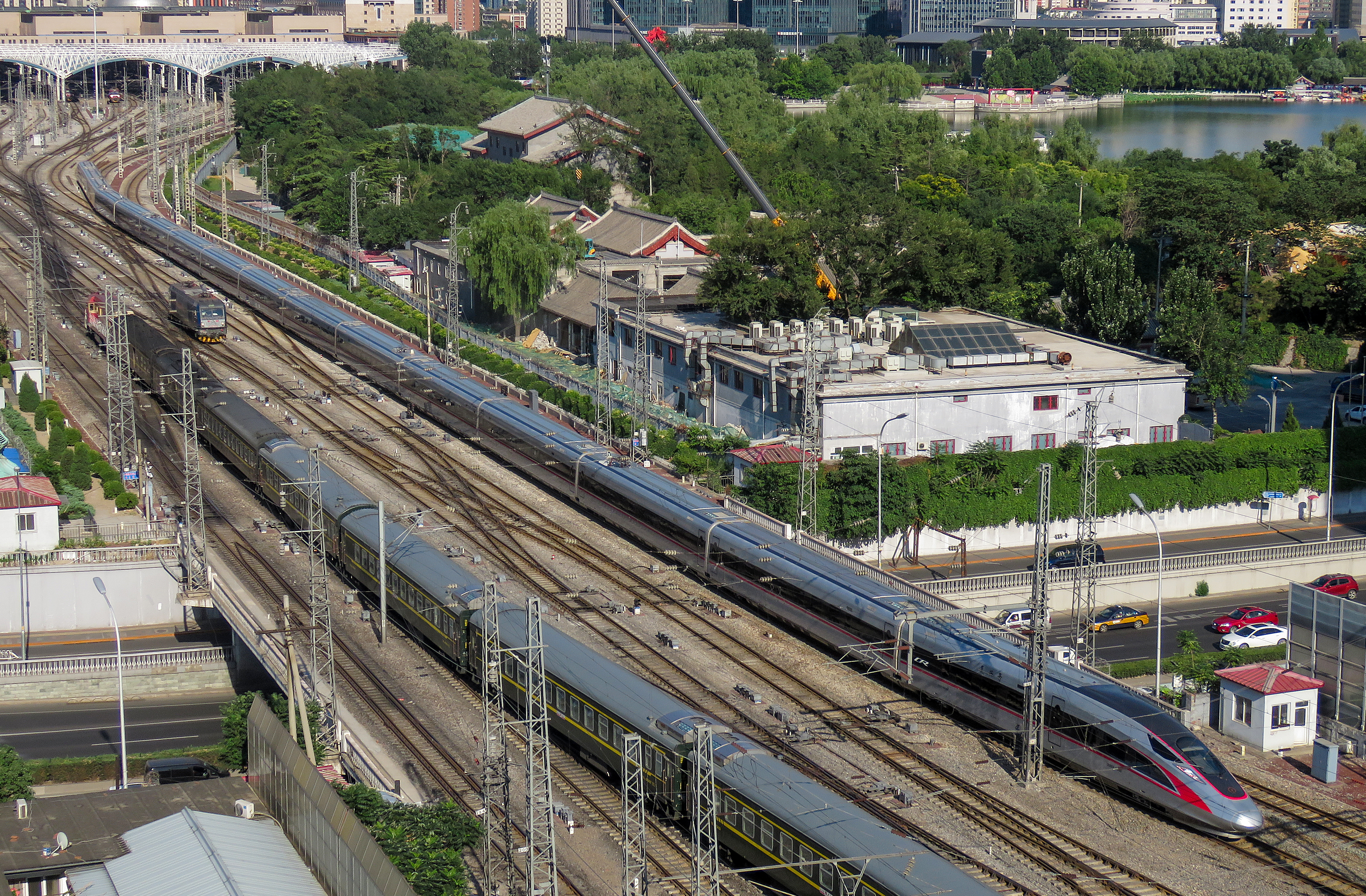
延长区段前的G80次列车进入北京西站（2018年6月）

此班次原为2013年12月28日开通的京深高速动车组列车G79/80次，2017年1月5日延长至福田並暫時取消深圳北停站，同年10月16日改由复兴号CR400AF型电力动车组重联担当，2018年6月又更换为长编组CR400AF-A型。
2018年9月23日，因应广深港高速铁路香港段開通，原先来往北京西与福田间的G79/80次列车延长至香港西九龙并改回於深圳北站办理客运业务及取消福田停站，成为「京港高速动车组」，每天从北京西站及香港西九龍站各开出一趟列车來回行駛。中國鐵路總公司與港鐵公司於2018年9月10日起開售經廣深港高速鐵路香港段往來香港西九龍站之車票，據湖北省的報章報導，該線往來武漢與香港之間的首發列車車票，於開售後不足一小時已全部售罄。
2020年1月，武漢市爆發2019冠狀病毒病武漢市疫情，1月23日凌晨，武漢市新型冠狀病毒感染的肺炎疫情防控指揮部宣佈自當天10時起，武漢市全市城市公交、地鐵、輪渡、長途客運暫停運營，機場、火車站離漢通道暫時關閉，而恢復時間另行通告。武汉站因此暫時關閉。列車於當天起不停武漢站。1月30日起因香港西九龙站管制站受湖北省爆發2019冠状病毒病疫情影響而关闭，列车运行区间缩短至北京西-深圳北，已購票乘客可獲無條件退款。
2020年3月28日，因应武汉站恢复办理到达业务，故列车恢复停靠武汉站。
2023年4月1日，因應香港西九龍站恢復跨廣東省列車，运行区间恢复为北京西-香港西九龙，並正式更換為京港專用复兴号CR400BF-Z型智能动车组（重联担当），這是廣州局在香港西九龍站恢復跨廣東省長途列車首發的復興號智能型動車組擔當車次，同时因应2022年京广高铁京武段运营速度提升至350km/h，运行时间较疫情前缩短约半小时。当天上午10点，恢复运营区间后的G79次列车从北京西站发出。恢复运营区间后的当天执行车次共售出1154张车票，其中从北京西站全程到达西九龙的旅客为59人。
2024年6月15日，G79/80次列车改由配属深圳动车运用所的CR400AF-Z型智能动车组重联担当(京港專用)，相关车底及交路亦会与香港西九龙至深圳北的G5619/5656次列車套跑，交路隔日完成。
2024年12月3日，由於原先配屬深圳动车运用所的8組CR400AF-Z型智能动车组全數轉配屬長沙动车运用所，因此G79/80次列车再改由配属深圳动车运用所的CR400AF-S型技術提升版智能动车组重联担当(京港專用)，預計後期再改由全新16節編組的CR400AF-AS型技術提升版智能动车组担当，並將新增「優選一等座」服務。

## 列车编组
- 以下数据截至2025年7月1日：

本对列车使用配属广州局集团深圳动车运用所的CR400AF-S，重联运行。编组如下：
| 车厢编号（AF-S，重联运行） | 1/9                 | 2-3/10-11   | 4/12        | 5/13              | 6-7/14-15   | 8/16                |
| 车型                       | ZYS 一等座车/商务车 | ZE 二等座车 | ZE 二等座车 | ZEC 二等座车/餐车 | ZE 二等座车 | ZES 二等座车/商务车 |
| 定員                       | 5+32                | 93          | 78          | 83                | 93          | 6+43                |

- 待16節編組CR400AF-AS投入營運後，下表為G79/80次於CR400AF-AS投入營運之日起適用下列編組

| 车厢编号（AF-AS，16節編組，預留） | 1           | 2           | 3-7         | 8           | 9                 | 10-14       | 15          | 16                      |
| 车型                              | SW 商务座车 | ZY 一等座车 | ZE 二等座车 | ZE 二等座车 | ZEC 二等座车/餐车 | ZE 二等座车 | ZY 一等座车 | ZYS 優選一等座车/商务车 |
| 定員                              | 20          | 62          | 93          | 78          | 73                | 93          | 62          | 5+24                    |

- 商務座方面，1/9車採用傳統蛋殼式布局（定員5名），8/16車則採用CR400AF-Z獨有的「太極」反魚骨布局（定員6名），未來G79/80次改為全新16節編組CR400AF-AS型运行時，1車採用CR400AF-Z獨有的「太極」反魚骨布局（定員20名，觀光區6名+後艙14名），16車則採用傳統蛋殼式布局並於後艙設置24席「優選一等座」（定員29名，商務座5名+優選一等座24名）。
- 餐車方面，目前CR400AF-S設於5車（1～8車編組）以及13車（9～16車編組），未來G79/80次改為全新16節編組CR400AF-AS型运行時則改為9車單一車廂。

## 运营状况

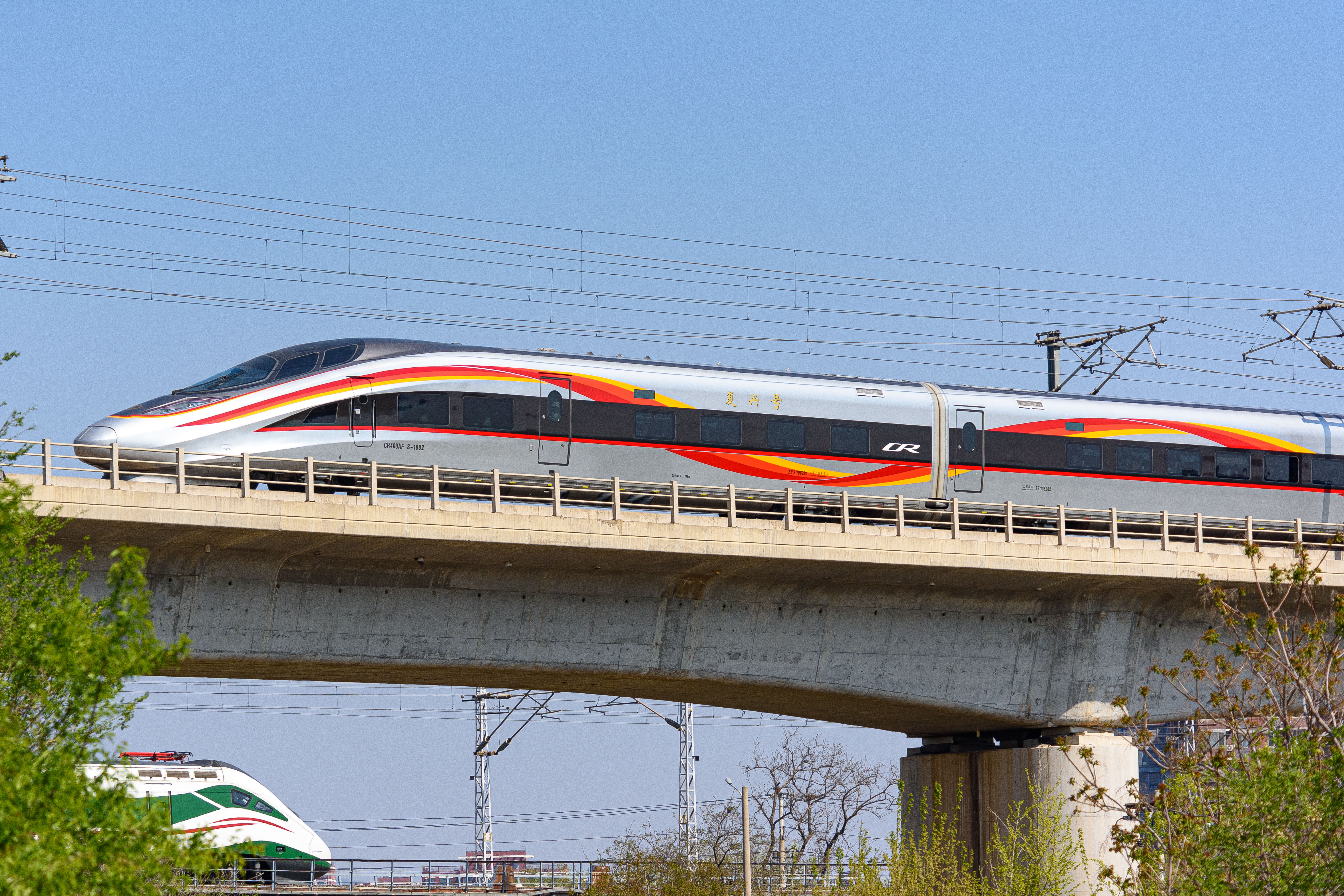
使用CR400AF-S重联的G79次列车行驶在石景山南站北侧的京广高速铁路（2025年4月）；图中车组由青岛四方阿尔斯通铁路运输设备制造，故车组编号为1开头而非四方厂制动车组的2开头

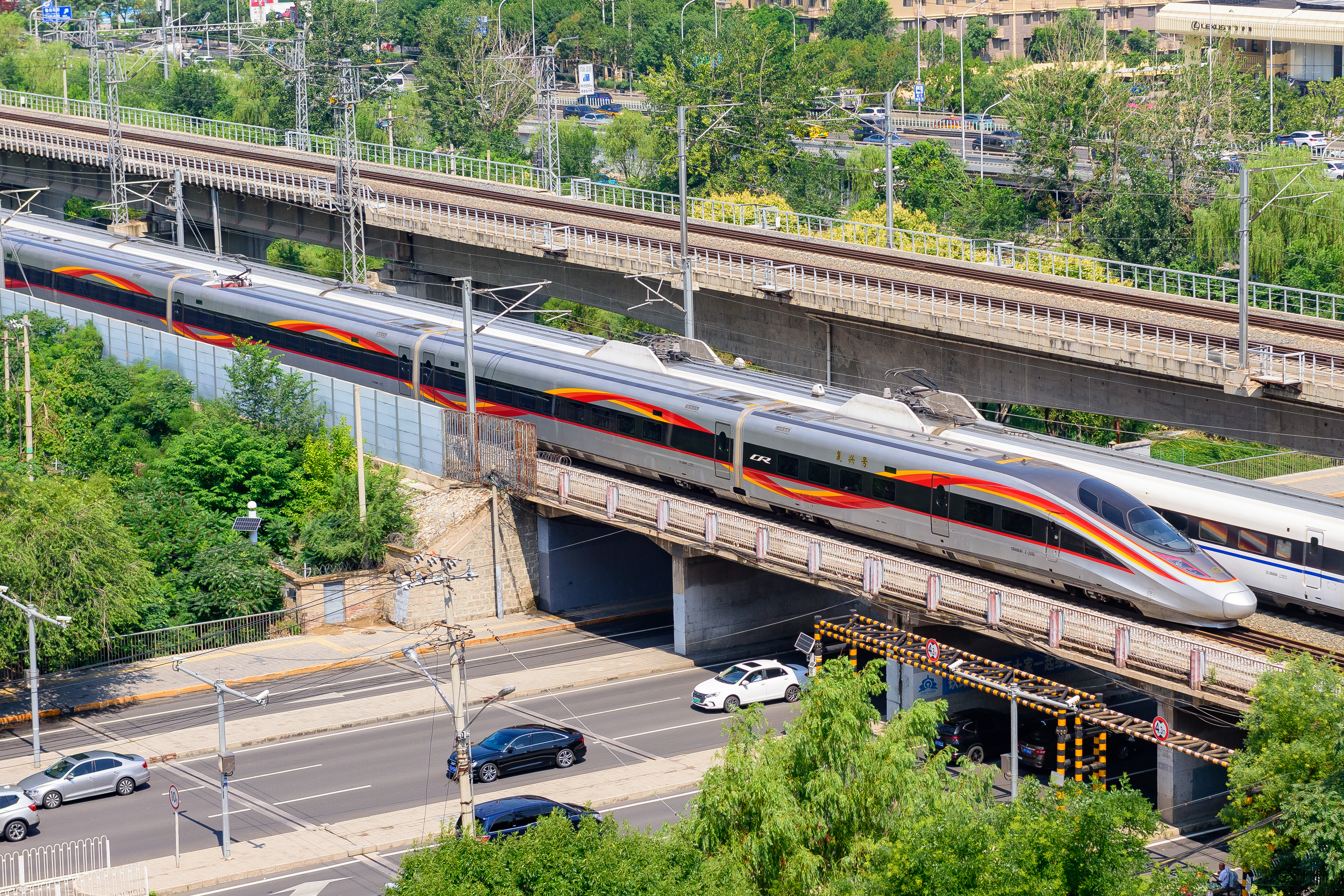
使用CR400AF-Z重联的G79次列车驶经京广高铁京西联络线莲玉桥（2024年7月）

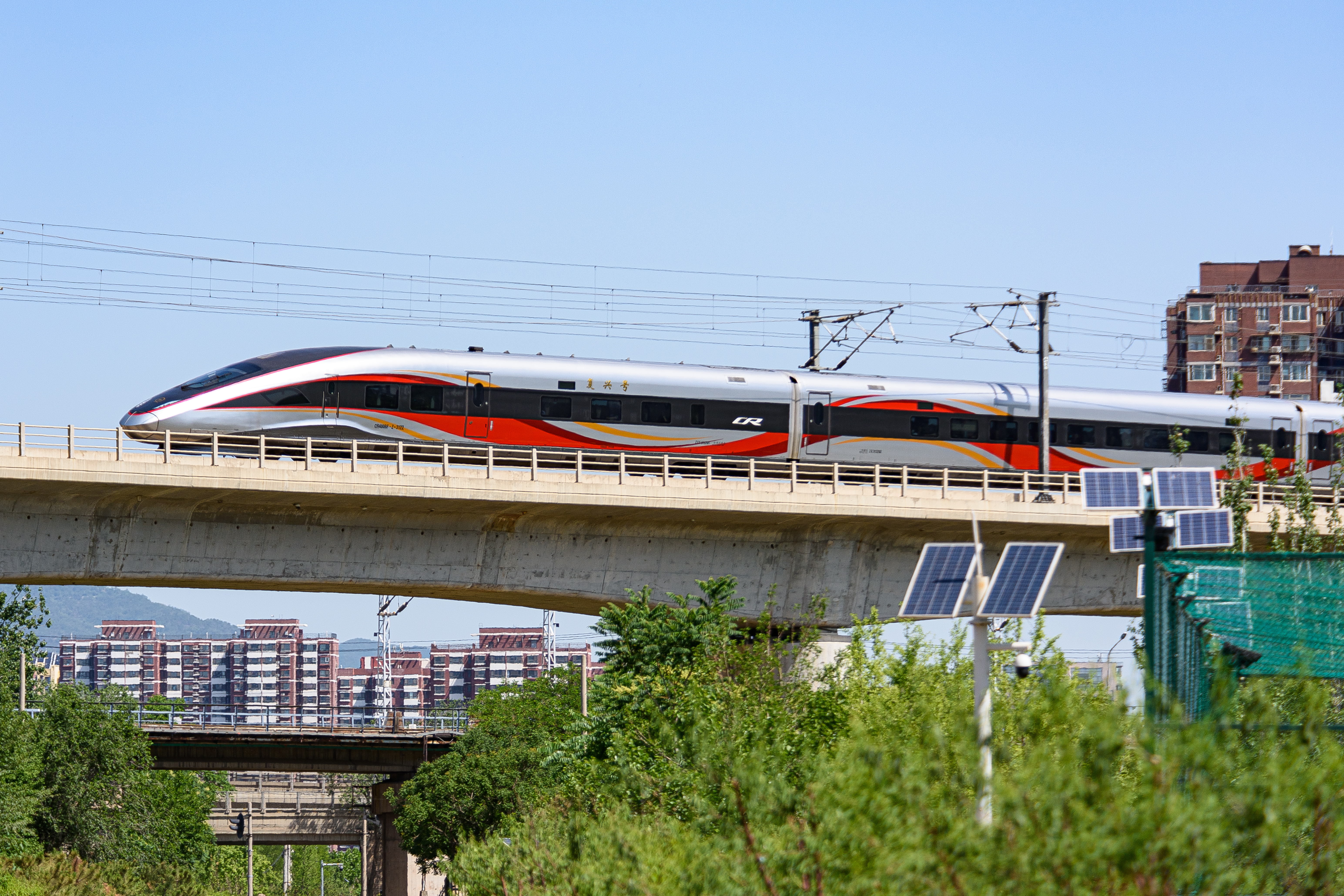
配属广州局集团广州动车段广州南动车运用所的CR400BF-Z-3122与3123重联担当的G79次列车行驶在石景山南站北侧的京广高速铁路（2023年5月）

### 餐車

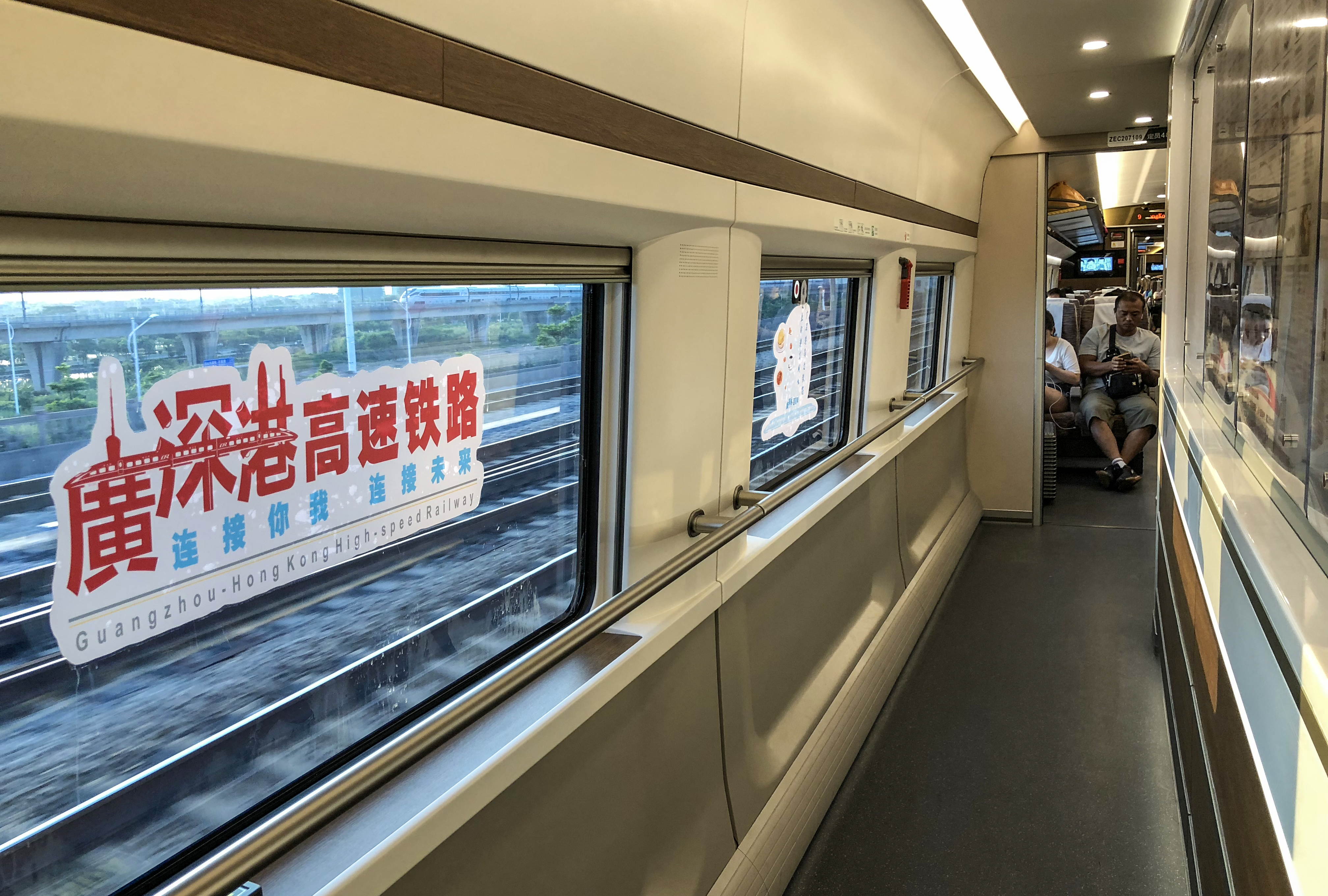
担当香港开首班G80次列车的CR400AF-A-2071车组餐车内贴有特别图案

此列車的車內餐飲服務，以小賣部櫃位形式運作，名為「舌尖上的旅途」，內裡有簡單廚房及翻熱焗爐，亦有冷熱飲品及熱水供應，有異於中國內地的非統型動車組，餐卡內不設座位，乘客於購買食物後，需返回座位食用。
因應香港乘客飲食口味，此列車仿效香港的茶記（即是茶餐廳），餐牌以「港飲港食」為主題，並以繁體中文字印刷及張貼於餐卡內，港式食物主力是販售三文治、碗仔翅、菠蘿油、臘味煲仔飯、咖哩魚蛋、鹵水雞腿、榴蓮慕斯等食物，而飲品主力是販售港式奶茶、意式奶茶 / 紅茶、美式咖啡、藍山咖啡、摩卡 / 香草 / 奶泡咖啡等飲品，據香港記者於開通進港服務首日的觀察，碗仔翅、菠蘿油的售價為人民幣20元，煲仔飯則為人民幣48元，而車上亦有提供粤菜、湘菜、京菜等內地特色菜式，列車上的食物由廣州的食品生產商所供應。
此列车支持外卖订餐服务，乘客可于12306APP在除起讫站外的沿途各站发车前1小时订购该车站内餐饮，工作人员将在到站后配送餐食到座位。

## 媒体报导
有部分北京的旅行社在高铁开通前接受香港媒体采访时表示，相比每日十几班飞往香港的航班，高铁每日只有一班、且花费时间长、票价高，对北京的客人几乎不会有吸引力。但同时有部分旅行社表示可能考虑开办乘坐高铁前往香港的老年旅行团，并串联广州、深圳等城市。
而与此同时，由于石家庄市来往香港的航班极少且不方便：每周仅有两班且需经停徐州，多数旅客选择飞机或火车抵达广州、深圳后再转直通巴士或从罗湖口岸及福田口岸過關后轉乘東鐵綫前往香港各區。当地旅行团表示北京至香港的高铁列车开通后可考虑开办高铁港澳游团。

## 外部連結
- 香港高速鐵路長途列車行車時間表 （页面存档备份，存于）（包含G79、G80）